# Egzarchat Białoruski Patriarchatu Moskiewskiego

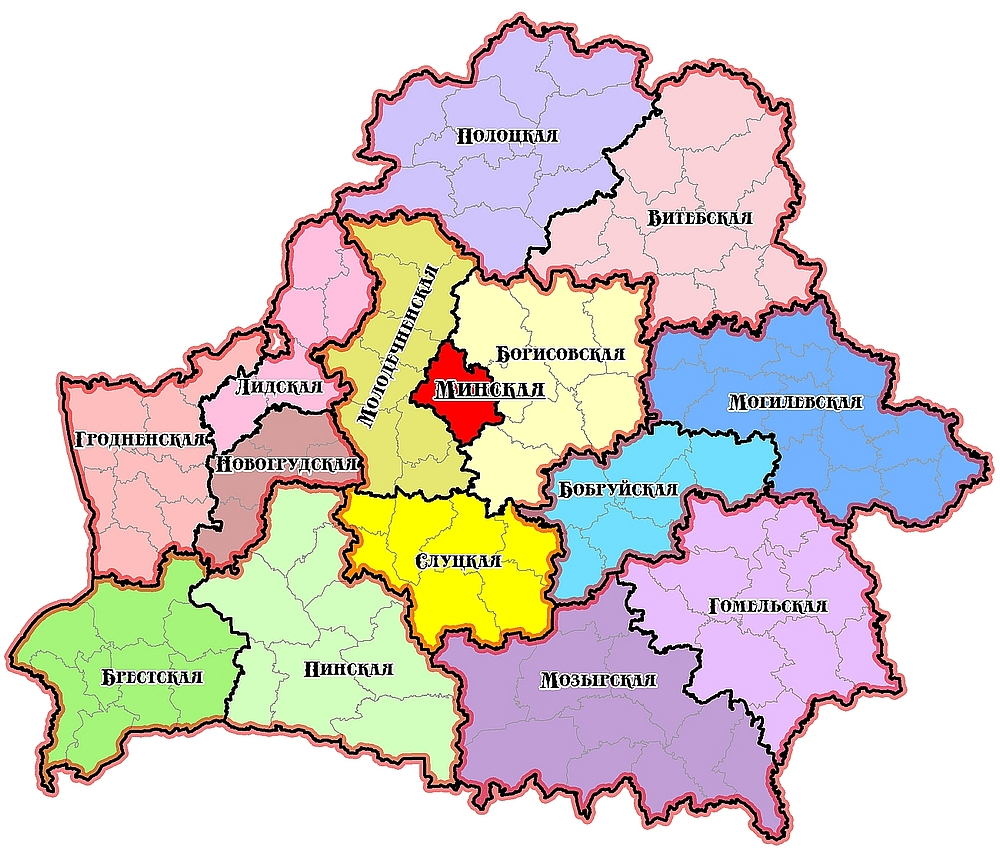
Podział administracyjny Egzarchatu

Egzarchat Białoruski Patriarchatu Moskiewskiego lub Białoruski Kościół Prawosławny – egzarchat Rosyjskiego Kościoła Prawosławnego obejmujący terytorium Białorusi.

## Historia
Egzarchat powstał decyzją Soboru Biskupów Rosyjskiego Kościoła Prawosławnego w dniach 9–11 października 1989. Powstał na obszarze zajmowanym do tej pory przez eparchie mohylewską, pińską i połocką. Zwierzchnik egzarchatu nosił początkowo tytuł metropolity mińskiego i grodzieńskiego, patriarszego egzarchy Białorusi. Pierwszym egzarchą został mianowany Filaret (Wachromiejew). Od 1992 tytuł metropolity brzmiał „metropolita miński i słucki, patriarszy egzarcha całej Białorusi”. W 2014, w związku z wyodrębnieniem metropolii mińskiej i powstaniem nowych eparchii, zmieniono tytuł metropolity na miński i zasławski. W 2013 odchodzącego w stan spoczynku metropolitę Filareta zastąpił na urzędzie metropolita Paweł (Ponomariow). Od 2020 r. egzarchą Białorusi jest metropolita Beniamin (Tupieko).

## Podział terytorialny
W skład egzarchatu wchodzą następujące eparchie:
- bobrujska i bychowska,
- borysowska (utworzona 23 października 2014),
- brzeska i kobryńska,
- grodzieńska i wołkowyska,
- homelska i żłobińska,
- lidzka (utworzona 25 grudnia 2014),
- mińska (w obecnym kształcie od 23 października 2014),
- mohylewska i mścisławska,
- mołodeczańska (utworzona 23 października 2014),
- nowogródzka,
- pińska i łuniniecka,
- połocka i głębocka,
- słucka (utworzona 23 października 2014),
- turowska i mozyrska,
- witebska i orszańska.

Eparchie: borysowska, mińska, mołodeczańska i słucka tworzą metropolię mińską (powstałą 23 października 2014).
Na terenie całego egzarchatu w 2013 działało 1555 parafii i 34 monastery.
7 stycznia 2008 Alaksandr Łukaszenka nazwał Białoruską Cerkiew Prawosławną „głównym ideologiem kraju”.

## Egzarchowie Białorusi
- 1989–2013 – Filaret (Wachromiejew)
- 2013–2020 – Paweł (Ponomariow)
- od 2020 – Beniamin (Tupieko)